# 證交所宮

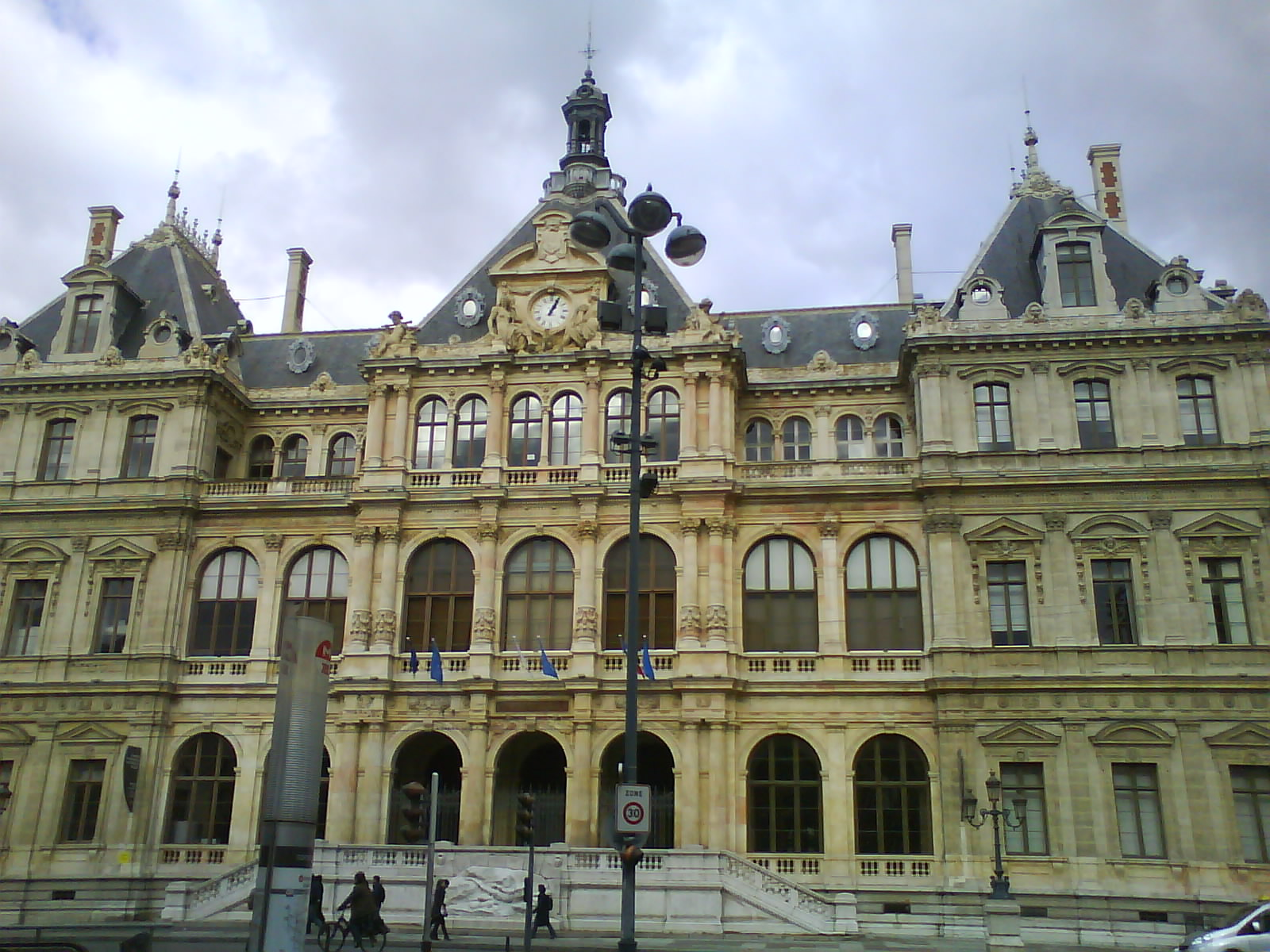
證交所宮

證交所宮（法語：Palais de la Bourse）是位於法國城市里昂的一座建築。里昂商工會的總部所在地。1853年，里昂當地產業界人士決定修建證交所宮。1856年開工，1860年竣工。1994年，證交所宮被列為歷史紀念建築。